# Chrysolina songpana
Chrysolina songpana – gatunek chrząszcza z rodziny stonkowatych i podrodziny Chrysomelinae.
Gatunek ten opisany został w 2007 roku przez Igora K. Łopatina na podstawie parki odłowionej w Guanyuochang.
Chrząszcz o szeroko owalnym ciele długości 5,5 mm i szerokości 3,6 mm. U samca głowa, przedplecze i obrzeżenie nasady i szwu pokryw purpurowofioletowe, zaś reszta wierzchu ciała metalicznie zielona. U samicy na głowie i przedpleczu metalicznie fioletowy połysk. Ubarwienie czułków samca czarne z rudym spodem dwóch początkowych członów, zaś samicy brązowe, przyciemnione u szczytu. Na czarnych odnóżach metaliczny połysk. Delikatne szagrynowanie i drobne, rozproszone punktowanie obecne na czole i ciemieniu. Przedplecze najszersze u nasady, gdzie jest 2,3 razy szersze niż długie; powierzchnie jego dysku jak i na oddzielonych od niego dość głęboką zmarszczką u nasady i głębokimi punktami dalej zgrubień bocznych są drobno i nieregularnie punktowane. Przednie kąty przedplecza wystające, tylne zaś prawie proste i nieco ząbkowate. Punktowanie pokryw grubsze niż na przedplecze, zaburzone, tylko miejscami tworzące rządki. Samiec ma zakrzywiony edeagus, spłaszczony w wierzchołkowej ⅓ i u szczytu zaokrąglony.
Owad znany tylko z północnego Syczuanu w Chinach.